# Sandwich
För andra betydelser, se Sandwich (olika betydelser).

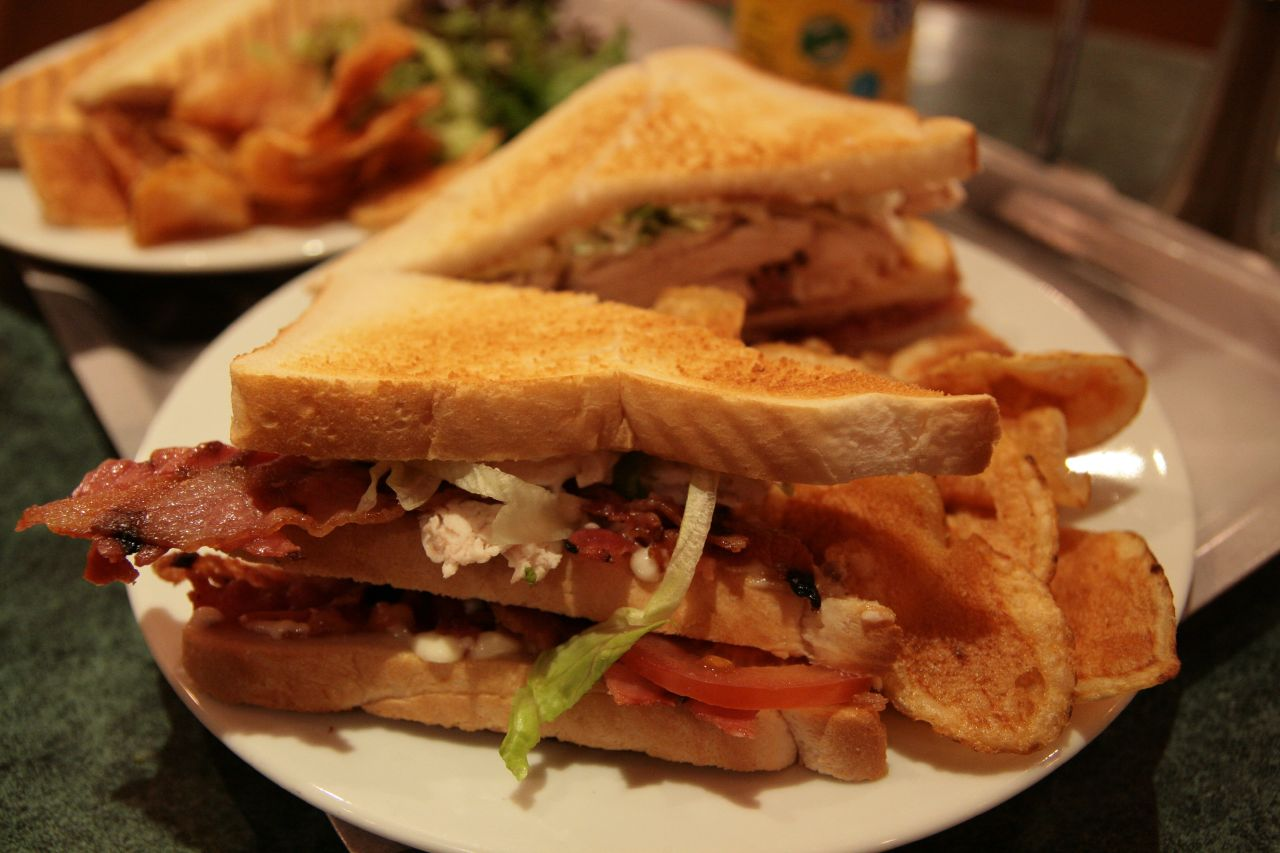
Clubsandwich

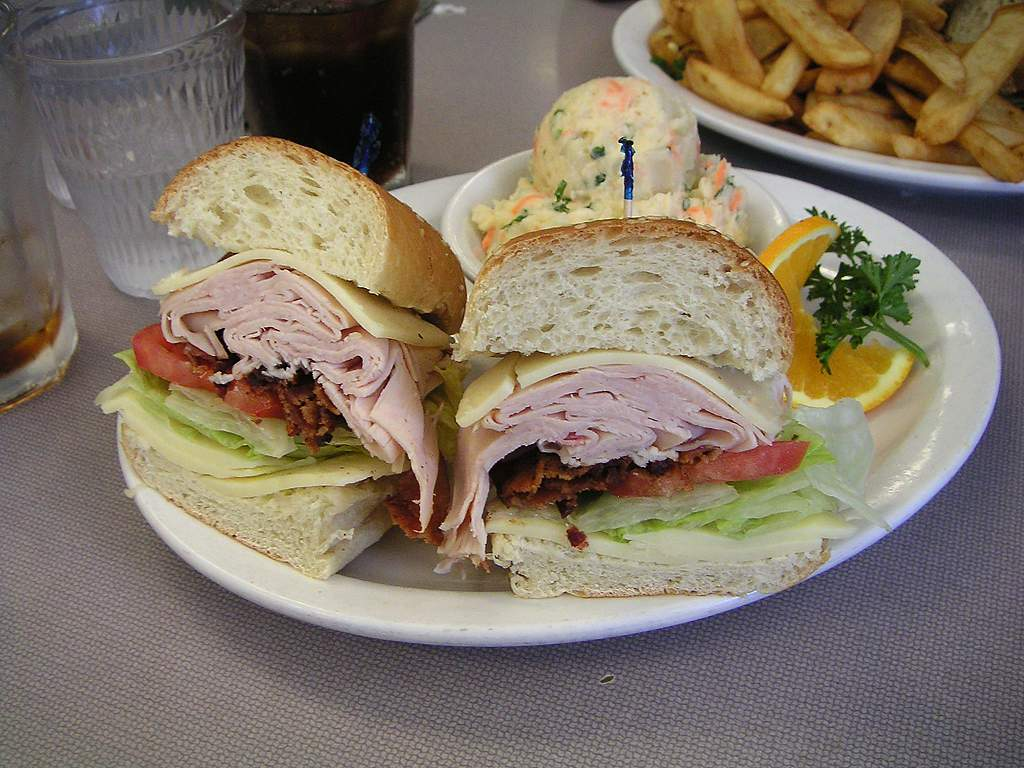
Sandwich.

Sandwich, dubbelsmörgås eller dubbelmacka, ibland skämtsamt försvenskat till sandvikare, är en smörgås bestående av två skivor bröd med pålägg mellan.

## Tillredning och varianter
Oftast används smör som grund, men majonnäs eller senap förekommer också. Sedan väljer man fritt mellan så kallade lunch meats, till exempel skinka, rostbiff eller kalkonbröst. Sallad och saltgurka är vanliga komplement. En kombination är ost plus några tomatskivor.
Den traditionella brittiska sandwichen görs oftast genom att man brer smör på två kvadratiska skivor bröd, lägger pålägget på den ena och sedan den andra brödskivan ovanpå alltihop, med smörsidan nedåt, mot pålägget. Sedan pressar man ihop "paketet" med handen och skär det i ett diagonalt snitt, så att man får två smörgåsar i form av trianglar. Vardagligt kallas detta en double round, "dubbel omgång".
Det finns också en typ av glass som kallas sandwichglass eller glassmacka, den i Sverige mest kända är kanske GB:s glass som kallas Sandwich (tidigare GB Sandwich).

## Historia och etymologi
I engelskan har sandwich en vidare betydelse än dubbelsmörgås, och kan syfta på något eller någon som befinner sig i ett begränsat utrymme mellan två andra (ofta större) saker eller personer.
Termen "sandwich" anses härstamma från John Montagu, 4:e earlen av Sandwich i Storbritannien. Han ska ha beställt kött stoppat mellan två bitar bröd, och sedan ska andra ha börjat beställa "samma som Sandwich". Det sägs att earlen gillade denna rätt för att den var lätt att äta samtidigt som han kunde fortsätta att spela kort, särskilt cribbage.[källa behövs] Det ska ha varit då rätten populariserades i Storbritannien, år 1762. Han ska däremot inte ha varit först med idén. Britterna hämtade troligen inspiration från grekernas och turkarnas plockmaträtt mezetallrik, då olika pålägg och dippar läggs mellan och ovanpå bröd.
Det dröjde till 1815 innan sandwichar först sågs i en amerikansk kokbok. Konflikten mellan Storbritannien och USA i samband med amerikanska frihetskriget kan ha varit en bidragande orsak. En av de vanligaste sandwichvarianterna vid tiden innehöll varken skinka eller kalkonkött, utan tunga.
Ordet sandwich finns belagt i svenskan sedan 1871.

## Källhänvisningar
1. ↑  koket.se: "Fyra små sandvikare", läst 3 oktober 2017
2. ↑  ”SANDWICH | meaning in the Cambridge English Dictionary” (på engelska). dictionary.cambridge.org. https://dictionary.cambridge.org/dictionary/english/sandwich. Läst 10 oktober 2020.
3. ↑  Stradley, Linda (20 maj 2015). ”Sandwich History” (på amerikansk engelska). What's Cooking America. https://whatscookingamerica.net/History/SandwichHistory.htm. Läst 26 januari 2020.
4. 1 2  ”The Story of the Sandwich - HISTORY” (på engelska). www.history.com. https://www.history.com/news/the-story-of-the-sandwich. Läst 10 oktober 2020.
5. ↑  Svenska Akademiens ordbok: sandwich